# Klimaxstadium
Das Klimaxstadium (von: Klimax, die = Höhepunkt. Stadium, das = Zustand, Entwicklungsstufe, Abschnitt) ist ein Begriff aus der Systemtheorie, der den am weitesten entwickelten Zustand eines Prozesses beschreibt. Auch Reife- oder Autonomiestadium genannt.
- Medizin: Klimakterium
- Pflanzensoziologie/Botanik/Zoologie: Klimaxgesellschaft, Sukzession
- Ökologie: Sukzession